# Béhencourt
Béhencourt – miejscowość i gmina we Francji, w regionie Hauts-de-France, w departamencie Somma.
Według danych na rok 2011 gminę zamieszkiwało 351 osób, a gęstość zaludnienia wynosiła 50 osób/km².